# Мариу Жуан
Не путать с Жуан Мариу
Ма́риу Жуа́н Со́уза А́лвеш (порт. Mário João Sousa Alves; род. 6 июня 1935 года, Баррейру) — португальский футболист, который играл на позиции защитника.
Он становился два раза чемпионом Португалии и выиграл два кубка Португалии в составе «Бенфики». Также в составе «Бенфики» стал обладателем Кубка европейских чемпионов 1961 и 1962 годах.

## Достижения
«Бенфика»
- Чемпион Португалии (2): 1959/60, 1960/61
- Обладатель Кубка европейских чемпионов: 1960/61, 1961/62